# تكاثر متباين الأمشاج
| |  | |
| أشكال مختلفة من التكاثر متماثل الأمشاج: A) تكاثر متماثل الأمشاج لخلايا حركية B) تكاثر متماثل الأمشاج لخلايا غير حركية C) اقتران. |  | أشكال مختلفة من التكاثر متباين الأمشاج: A) تكاثر متباين الأمشاج لخلايا حركية B) تكاثر بيضي (بويضة وحيوان منوي) C) تكاثر متباين الأمشاج لخلايا غير حركية (بويضة وحيوان منوي). |

تكاثر متباين الأمشاج أو تكاثر متغاير الأعراس أو تباين مشيجي (بالإنجليزية: Anisogamy)‏ هو أحد أشكال التكاثر الجنسي وفيه يتم التزاوج والاتحاد بين مشيجين يختلفان في الحجم و/أو الشكل. المشيج الأصغر يعتبر ذكر (خلية منوية)، بينما المشيج الأكبر يعتبر أنثى (خلية بويضة).